# Arvid Holmberg
Nils Arvid Birger Holmberg (Malmö, 10 ottobre 1886 – Malmö, 11 settembre 1958) è stato un ginnasta svedese.

## Palmarès

### Olimpiadi
- Oro a Londra 1908 nel concorso a squadre.